# Michal Černák
Michal Černák (* 1. září 2003, Česko) je český fotbalový záložník a mládežnický reprezentant, hráč klubu FK Jablonec.

## Klubová kariéra

### Mládežnické roky
Michal Černák je odchovancem Jablonce.

### FK Jablonec
Do prvního týmu se probojoval přes mládežnické a rezervní týmy. Premiéru v dresu prvního týmu si v nejvyšší soutěži odbyl v květnu 2020 v utkání proti pražské Slavii. V dané sezóně (tedy 2019/20) stihl nastoupit celkově do 43 prvoligových utkání ve kterých vstřelil 2 branky. Nastupoval také za třetiligový rezervní tým, za který odehrál 11 ligových utkání bez vstřelené branky.

## Reprezentační kariéra
Nastoupil celkově do 20 mezistátních utkání v dresu České republiky v mládežnických věkových kategoriích do 15, 16 a 17 let, vstřelil v nich 1 branku.

## Klubové statistiky
- aktuální k 08.02.2024

| Tým           | Sezona            | Liga   | Liga   | Pohár  | Pohár  | Evropské poháry | Evropské poháry |
| Tým           | Sezona            | Zápasy | Branky | Zápasy | Branky | Zápasy          | Branky          |
| ------------- | ----------------- | ------ | ------ | ------ | ------ | --------------- | --------------- |
| FK Jablonec   | 2019/20           | 5      | 0      | -      | -      | -               | -               |
| FK Jablonec   | 2021/22           | 16     | 1      |        |        |                 |                 |
| FK Jablonec   | 2022/23           | 22     | 1      |        |        |                 |                 |
| FK Jablonec B | 2019/20 (3. liga) | 7      | 0      | -      | -      | -               | -               |
| FK Jablonec B | 2020/21 (3. liga) | 4      | 0      | -      | -      | -               | -               |
| Celkem        | Celkem            | 54     | 2      | 0      | 0      | 0               | 0               |